# Луговий (Левінштейн) Олександр Васильович
Олександр Васильович Луговий (Левінштейн) (1893, місто Рославль, тепер Смоленської області, Російська Федерація — розстріляний 26 травня 1937) — радянський партійний діяч, відповідальний секретар Херсонського та Катеринославського губернських комітетів КП(б)У. Кандидат в члени ЦК КП(б)У в жовтні 1918 — березні 1919 р.

## Біографія
Народився у єврейській родині в місті Рославлі Смоленської губернії (за іншими даними — в селі Акимовка Севського повіту Орловської губернії). Освіта — незакінчена середня.
Член РСДРП(б) з 1913 року. Партійний псевдонім — Луговий. Вів підпільну революційну роботу.
У 1918 році — член Тимчасового робітничо-селянського уряду України, завідувач Бюро преси у місті Києві.
У грудні 1918 — лютому 1919 року — політичний комісар 2-ї Української радянської дивізії.
У 1919 році — заступник голови Катеринославського губернського революційного комітету.
З 1919 році — знову в Червоній армії: політичний інспектор 14-ї армії РСЧА, військовий комісар дивізії.
У 1920 році — завідувач відділу управління, заступник голови Херсонського губернського революційного комітету. У лютому — жовтні 1920 року — завідувач відділу з роботи на селі Херсонського губернського комітету КП(б)У, голова Херсонського губернського комітету КП(б)У. З жовтня 1920 року — відповідальний секретар Херсонського — Миколаївського губернського комітету КП(б)У.
У березні — липні 1921 року — відповідальний секретар Катеринославського губернського комітету КП(б)У.
З 1921 року — на відповідальній роботі у Всеукраїнській спілці профспілок. З 1922 року — голова ЦК Спілки робітників цукрової промисловості. До 1930 року — голова ЦК Спілки робітників хімічної промисловості. Працював начальником Енерго-паливного сектору Народного комісаріату постачання СРСР. У квітні 1932 — 1933 року — член Центральної Ради Профінтерну.
У 1933 році виключений із ВКП(б) за опозиційну діяльність. Незабаром був відновлений у комуністичній партії.
До квітня 1936 року — керуючий контори Паливно-енергетичного сектора, начальник «Оргтепло» Народного комісаріату харчової промисловості СРСР.
Заарештований органами НКВС 1 квітня 1936 року. Розстріляний 26 травня 1937 року. Реабілітований.